# Johann Gottfried Ebel
Johann Gottfried Ebel (1764-1830) est un géologue et statisticien allemand, né à Züllichau en royaume de Prusse, mort à Zurich.
Il étudia d'abord la médecine et vint en 1801 s'établir en Suisse. 
On lui doit plusieurs ouvrages destinés au voyageur géologue : 
- Guide pour faire le voyage de Suisse de la manière la plus utile et la plus agréable, Zurich, 1793 et 1810 ;
- Description des peuples montagnards de la Suisse, 1798-1802 ;
- Sur la structure de la terre au sein des Alpes, 1808 ;
- Idées sur l'organisation du globe et sur ses révolutions, 1811.
- Promenades à Chamouni, 1833.